# 627939 Phyllisthornton
627939 Phyllisthornton este o planetă minoră (asteroid) din centura de asteroizi. A fost descoperită pe 9 octombrie 2012 la  de Norman Falla⁠(d). 
Obiectul prezintă o orbită caracterizată de o semiaxă mare de 2,4030086910453 UAi, o excentricitate de 0,093497665456713, o înclinație de 4,0939825223334 ° în raport cu ecliptica.